# Netball Nations Cup 2007

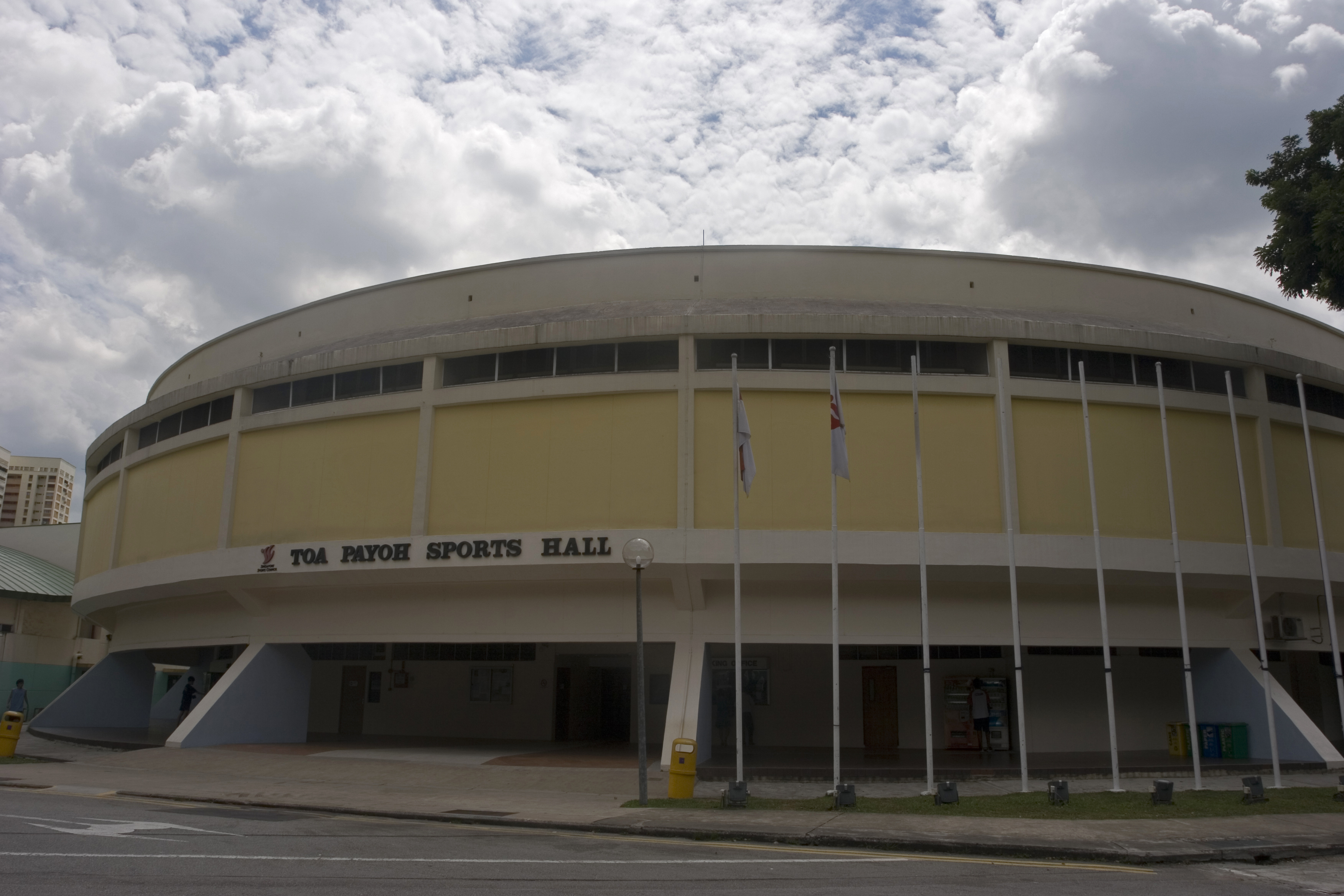
Die Toa Payoh Sports Hall diente zwischen 2006 und 2013 als Austragungsort für den Netball Nations Cup.

Der zweite Netball Nations Cup 2007 (offiziell: 5 Nations Netball Cup) wurde vom 3. bis zum 8. September 2007 in der Toa Payoh Sports Hall in Toa Payoh (Singapur) ausgetragen. Das Turnier mit fünf teilnehmenden Mannschaften gewann Gastgeber und Titelverteidiger Singapur vor Trinidad und Tobago und Nordirland.

## Hauptrunde
Die Hauptrunde des Netball Nations Cup fand als einfaches Rundenturnier (Jeder gegen Jeden) statt.
| Pl. | Land                | Sp. | S | U | N | Tore      | Diff. | Punkte |
| --- | ------------------- | --- | - | - | - | --------- | ----- | ------ |
| 1.  | Singapur            | 4   | 4 | 0 | 0 | 0205:1660 | +39   | 8      |
| 2.  | Trinidad und Tobago | 4   | 3 | 0 | 1 | 0218:1610 | +57   | 6      |
| 3.  | Sri Lanka           | 4   | 2 | 0 | 2 | 0192:2260 | −34   | 4      |
| 4.  | Nordirland          | 4   | 1 | 0 | 3 | 0170:1940 | −24   | 2      |
| 5.  | Kanada              | 4   | 0 | 0 | 4 | 0154:1920 | −38   | 0      |

|                     | Singapur | Trinidad und Tobago | Sri Lanka | Nordirland | Kanada |
| ------------------- | -------- | ------------------- | --------- | ---------- | ------ |
| Singapur            | —        | 55:40               | 60:54     | 46:39      | 44:33  |
| Trinidad und Tobago |          | —                   | 70:28     | 59:37      | 49:41  |
| Sri Lanka           |          |                     | —         | 55:50      | 55:46  |
| Nordirland          |          |                     |           | —          | 44:34  |
| Kanada              |          |                     |           |            | —      |

## Platzierungsrunde
|  | Finale              |    |
|  |                     |    |
|  | 8. September        |    |
|  | Singapur            | 56 |
|  | Trinidad und Tobago | 32 |

|  | Spiel um Platz 3 |    |
|  |                  |    |
|  | 8. September     |    |
|  | Sri Lanka        | 51 |
|  | Nordirland       | 61 |

## Endergebnis
| Pl. | Land                | Sp. | S | U | N | Tore      | Diff. | Punkte |
| --- | ------------------- | --- | - | - | - | --------- | ----- | ------ |
| 1.  | Singapur            | 5   | 5 | 0 | 0 | 0261:1980 | +63   | 10     |
| 2.  | Trinidad und Tobago | 5   | 3 | 0 | 2 | 0250:2170 | +33   | 6      |
| 3.  | Nordirland          | 5   | 2 | 0 | 3 | 0231:2450 | −14   | 4      |
| 4.  | Sri Lanka           | 5   | 2 | 0 | 3 | 0243:2870 | −44   | 4      |
| 5.  | Kanada              | 4   | 0 | 0 | 4 | 0154:1920 | −38   | 0      |